# Noche de bodas (película de 2024)
Noche de bodas es una película de comedia mexicana de 2024 dirigida por Osvaldo Benavides. Protagonizada por Ludwika Paleta y Osvaldo Benavides.

## Trama
Lucía y Nico, la pareja del siglo, están a punto de darse el sí quiero... aunque no el uno con el otro. Resulta que ambos han decidido casarse el mismo día y en el mismo lugar, pero con otras personas.

## Reparto
- Osvaldo Benavides como Nico
- Ludwika Paleta como Lucía
- Fernando Álvarez Rebeil como Beto
- Marcela Guirado como Tere
- Alexandra Dunnet como Pili
- Verónica Langer Como Josefa
- Ricardo Polanco como Mike
- Daniel Tovar como Claudio
- Pablo Fulgueira como el Chamán
- Isabel Fernández como Mili
- Tony Marcín como Mago